# الحركة النسوية الحديثة
تعد الحركة النسوية الحديثة شكلًا من أشكال النسوية المسيحية التي لا تركز فقط على المساواة الكاملة بين الرجال والنساء، وبدلًا من المفاضلة بين الرجال على حساب النساء أو النساء على حساب الرجال تدعو إلى تقدير الأشخاص من المهد إلى اللحد.

تدعم الحركة النسوية الحديثة، التي هي شكل من أشكال النسوية المختلفة، فكرة أن الرجال والنساء يملكون قوة جسمانية، ووجهات نظر، وأدوار مختلفة، على الرغم من التأكيد على أهمية وكرامة كل من الجنسين. ولا تؤثر الاختلافات البيولوجية على المساواة بين الجنسين، وهذا من ضمن مفاهيمها الأساسية. ترى النسوية الحديثة أنه ينبغي تقدير المرأة بدورها في حمل الأطفال، وأن النساء أفراد متساوون مع الرجال اجتماعيًا واقتصاديًا وقانونيًا مع تقبل الفروق الطبيعية بين الجنسين.

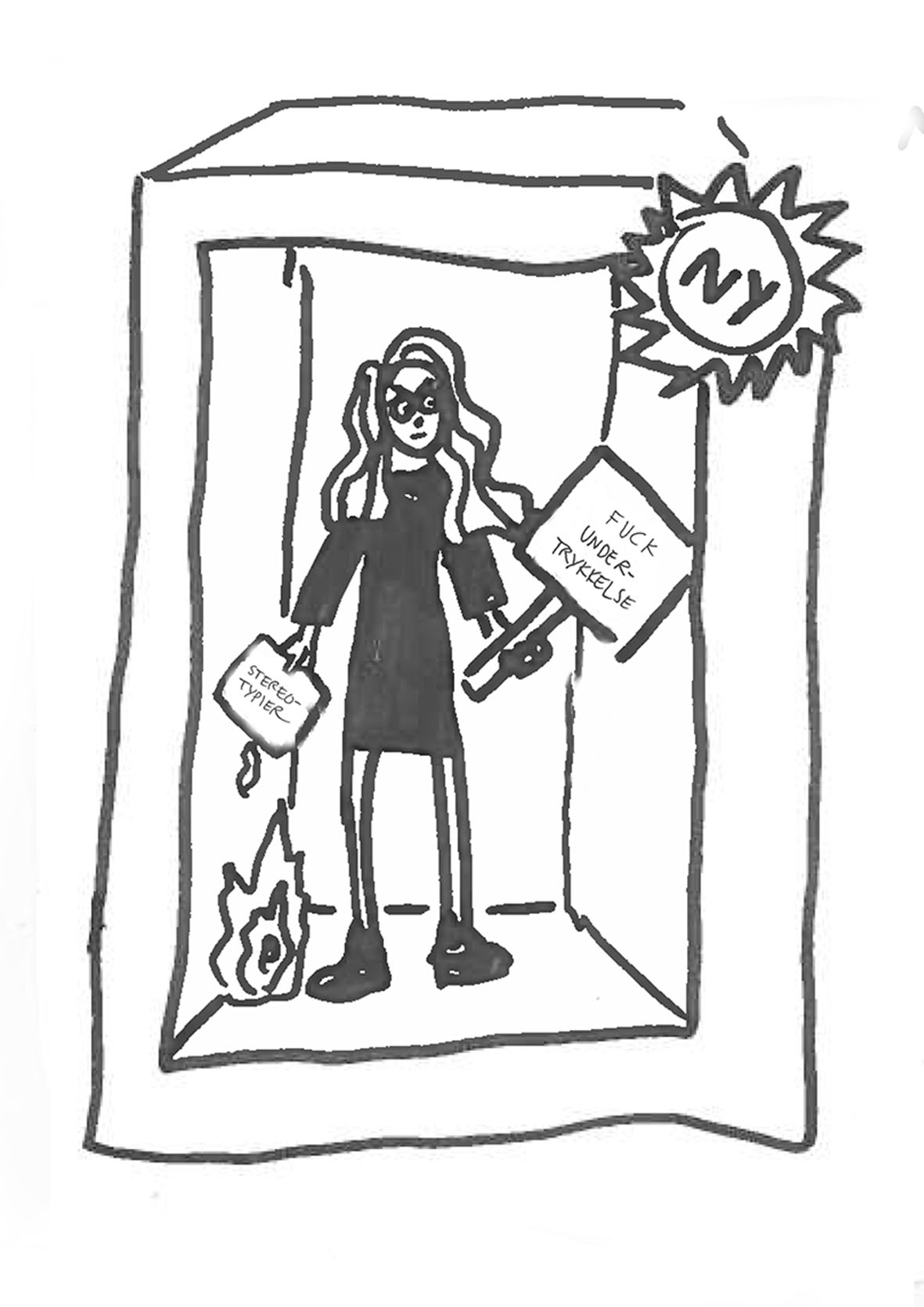

## خلفية تاريخية
استخدم مصطلح الحركة النسوية الحديثة أساسًا في بريطانيا في عشرينيات القرن الماضي بغرض تمييزها عن التيار النسوي التقليدي المنادي بحق التصويت. تلك النساء، اللاتي كان يشار إليهن أيضًا بمناصرات الرفاهية النسوية، مهتمات بمسألة الأمومة على نحو خاص، مثل نظيراتهن في ألمانيا خلال ذلك الوقت، هيلين ستوكر والاتحاد الداعي لإجازة الأمومة. دأب أنصار الحركة النسائية الجدد على تنظيم حملات قوية لصالح تدابير مثل دفع المخصصات العائلية للأمهات مباشرة. أيضًا، دعموا إلى حد كبير التشريعات الحمائية في الصناعة. من بين المؤيدين الرئيسيين لذلك الاقتراح كانت إليانور راثبون، من المجتمع المناصر لحقوق المرأة «الاتحاد الوطني للجمعيات من أجل المواطنة المتساوية».
كانت النساء الشابات أكثر من عارضن الحركة النسوية الحديثة، وخاصة المنتميات إلى مجموعة النقاط الست، مثل وينفريد هولتبي، وفيرا بريتن، ودوروثي إيفانز، الذين رأوا في تلك المعارضة عودة إلى أيديولوجية القرن التاسع عشر للحيزات المنفصلة (ثنائية العمل في المنزل). عارضت النساء الشابات بصفة خاصة التشريعات الحمائية، التي رأوا أنها في الواقع تشريعات تقييدة تصعب على النساء العمل في وظائف جيدة الأجر بذريعة اعتبارات الصحة والرعاية الاجتماعية.

### الاستخدام الأحدث للمصطلح
في السنوات الأخيرة، تم إحياء هذا المصطلح من قبل دعاة حقوق المرأة استجابة لدعوة البابا يوحنا بولس الثاني إلى «حركة نسائية جديدة» ترفض تقليد فعل الهيمنة الذكورية من أجل الإقرار والتأكيد على نبوغ المرأة في في كل جانب من جوانب حياة المجتمع والتغلب على جميع أشكال التمييز والعنف والاستغلال... «والتوفيق بين الناس والحياة». يربط يوحنا بولس الثاني بين الحركة النسائية الجديدة المناصرة للحياة والمناصرة للفرد والنزعة الأنثوية كما أوضح في رسالته الرسولية عام 1988 «ميوليرس دينيتاتم» أو (كرامة المرأة وكفاءتها). في الجزء 30 من الرسالة، عرف يوحنا بولس الثاني النساء بأنهن يمتلكن «فطنة» وداعهن لاستخدامها من أجل «الشعور بالبشر في كل الظروف». النساء هن أمهات ومقدمات للرعاية فضلًا عن مشاركتهن في كل مجال من مجالات المسعى الإنساني. وصف «الفطنة الأنثوية» بأنها تتضمن التعاطف والعلاقات الشخصية والقدرة العاطفية والذاتية والتواصل والحدس والتشخيص. في الجزء 24 المثير للجدل من الرسالة، يدافع يوحنا بولس الثاني عن المساواة بين المرأة والرجل ويدفع بأن الأزواج والزوجات يجب أن يذعن بعضهم لبعض (خاضعين لبعضهم).
بدأ يوحنا بولس الثاني تأكيده العقائدي للتكامل المتتام بين الجنسين في اجتماعات الأربعاء بين عامي 1979 و1984، وجمعت في مجلد يدعى اليوم «لاهوت الجيد». في عمله هذا، يصف معتقده بأن الرجال والنساء مخلوقون ليكملوا بعضهم البعض في سبيل المحبة والحب.
واصل يوحنا بولس الثاني دعوته إلى أن تصبح المرأة مدافعة عن الإنسانية في رسالته الرسولية «رسالة للنساء» قبل مؤتمر بكين للنساء عام 1995.
منذ ذلك الحين، طورت النساء الراغبات في الدفاع عن الإنسان، مع شركائهن الذكور، حركة نسوية شخصانية. «النسوية الشخصانية» هو مصطلح استحدثه برودنس آلن لوصف الحركة النسوية التي دعا إليها يوحنا بولس الثاني. أيضًا، طورت النساء حركة نسوية جديدة بوصفها نظرية فلسفية عن التكامل الجنسي. يتفقون على أن مساواتهن مع الرجال في الجوانب المهنية والاجتماعية لا تقتضي إنكار إختلافاتهما الجسدية كنساء، ولا أهمية كونهن أمهات سواء جسديًا أو روحيًا.

## نظرية

### التكامل الجنسي المتكامل
في حين اعترف اليونانيون بإمكانية التكامل بين الجنسين فإن التطورات المنهجية في فلسفة الشخص هذه لم تبدأ إلا مع أوغسطينوس الذي أدرك آثار العقيدة المسيحية في القيامة. كانت هيلديجارد من بينجن وهي راهبة بينديكتينية من القرن الثاني عشر أول فيلسوفة غربية صاغت نظرية متكاملة للتكامل بين الجنسين. لكن سرعان ما دُفنت إنجازاتها بفعل الثورة الأرسطية في القرن الثالث عشر ونقص التعليم العالي للنساء في القرون التالية.
انتشرت التطورات الفلسفية في مفهوم التكامل الجندري المتكامل في أوائل القرن العشرين على يد اثنين من طلاب إدموند هوسرل: ديتريش فون هيلدبراند وإديث شتاين. جادل فون هيلدبراند ضد "النزعة المعادية للشخصية" في عصره مشيرًا إلى أن "الاختلاف العام في طبيعة كليهما هو ما يُمكّن ... من علاقة تكاملية حقيقية". أحيا شتاين ميتافيزيقيا توما الأكويني ليجادل بأن الاختلاف في الأجساد يُشكل اختلافًا في الروح وأن الروح ليست جنسًا واحدًا. تعرضت حجة شتاين للنقد لعدم إدراكها أن عدم مادية الروح البشرية تتجاوز حدود الجسد كما يجادل الأكويني. تأثرت النظريات النسوية الجديدة أيضًا بحركات الشخصانية والظاهراتية في أوائل القرن العشرين.
يختلف التكامل الكلي عن التكامل الجزئي إذ ينص على أن الرجل والمرأة شخصان متكاملان في ذاتهما وأنهما معًا يساويان أكثر من مجموع أجزائهما. أما التكامل الجزئي فينص على أن الرجل والمرأة يُشكلان جزءًا من شخص واحد. ووفقًا لهذه النظرية عندما يجتمعان معًا يُشكلان كيانًا واحدًا مُركّبًا.

## قراءة إضافية
- المرأة في المسيح: نحو نسوية جديدة. تحرير ميشيل م. شوماخر. كامبريدج، المملكة المتحدة: دار نشر ويليام ب. إيردمانز، ٢٠٠٤.
- المرأة كنبيّة في البيت والعالم: دراسات متعددة التخصصات. تحرير ر. ماري هايدن ليمونز. لانهام: دار نشر ليكسينغتون، ٢٠١٦.
- لاهوت الجسد: الحب البشري في الخطة الإلهية، بقلم يوحنا بولس الثاني. مقدمة: جون جرابوفسكي. بوسطن: بنات القديس بولس، ١٩٩٧.
- "النسوية ليست قصة حياتي" بقلم إليزابيث فوكس جينوفيز
- رحلة كل امرأة: الإجابة على سؤال "من أنا؟" للقلب الأنثوي بقلم كاترينا ج. زينو
- دعوة الله للنساء: رسائل الحكمة والإلهام، تحرير كريستين آن موغريدج. آن أربور: منشورات سيرفانت، ٢٠٠٣.
- مقالات عن المرأة ، بقلم إديث شتاين (الأخت تريزا بنديكتا للصليب، راهبة كرملية حافية). الطبعة الثانية. ترجمة: فريدا ماري أوبن. واشنطن العاصمة: منشورات معهد الدراسات الكرملية، ١٩٩٦.
- أجنحة وأحلام: أربعة عناصر من النسوية الجديدة (دار صوفيا سيريوس للنشر) 2009. الطبعة الأولى